# 드룩 유나이티드 FC
드룩 유나이티드 FC는 부탄의 축구단이다. 현재 부탄 프리미어리그에 참가하고 있다.
2016년 AFC컵에 진출했으나 예선 탈락했다.

## 우승
- 부탄 프리미어리그: 2014
- 부탄 슈퍼리그: 2014